# Нестеровський район
Нестеровський район (рос. Нестеровский район) — адміністративна одиниця Калінінградської області Російської Федерації.
Адміністративний центр — місто Нестеров.

## Адміністративний поділ
До складу району входять одне міське та 3 сільських поселення:
1. Місто районного значення Нестеров
2. Ілюшинський сільський округ
3. Пригородний сільський округ
4. Чистопрудненський сільський округ